# João Costa (autor)
João Costa (Sobreira, Paredes, Portugal, 8 de março de 1990) é um escritor português de livros infantis.

## Biografia
João Costa realizou o seu percurso escolar até ao nono ano, em Sobreira. Seguidamente, frequentou a Escola Secundária de Paredes. 
Desde cedo, o autor iniciou a sua vida ativa na comunidade e a nível associativo.
Atualmente, trabalhar como Engenheiro do Ambiente, na sua cidade natal. A sua formação superior teve sempre foco no ambiente, sendo que tirou um Mestrado em Engenharia do Ambiente, área em que atua no presente. Desenvolve atividade e projetos de educação ativamente, sensibilização e proteção ambiental.
A sua interação com a escrita advém da constante ligação à literatura infantil, devido às ações realizadas com crianças e jovens. Estes aspetos espelham-se no lançamento do primeiro projeto que publicou.
Em "Tomé, o Bicho-pau", a felicidade, a amizade e o amor são os três valores centrais. Para além desses pilares, o autor destaca, sobretudo, a inclusão, visto que devido ao seu trabalho, tem consciência que muitas crianças e adolescentes são deixados para trás.
Com as suas obras pretende sensibilizar e educar os jovens para questões ambientais e sociais. Assim, as suas obras contêm temáticas ambientais e mensagens sociais relevantes, com a capacidade de sensibilizar as crianças e os jovens.
Ao longo do seu percurso literário, realizou apresentações em escolas, para crianças dos 6 meses aos 3 anos e jovens de 11 e 12 anos. 
Em 2024, publicou a sua segunda obra literária, "Espero ver-te florir". Esse livro foi concedido para fazer as crianças refletir e apresenta uma mensagem de esperança. A obra é inspirada na realidade vivida a escala global, atualmente, com as guerras, onde o ódio substituiu a paz. 

## Obras Publicadas
Tomé, o Bicho-pau (Cordel D' Prata, 2022)
Espero ver-te florir (Cordel D' Prata, 2024)